# Liste der Naturdenkmale im Landkreis Stendal
Die Liste der Naturdenkmale im Landkreis Stendal enthält alle Naturdenkmale des Landkreises Stendal, die durch Rechtsverordnung geschützt sind. Naturdenkmäler sind Einzelschöpfungen der Natur, deren Erhaltung wegen ihrer hervorragenden Schönheit, Seltenheit oder Eigenart oder ihrer ökologischen, wissenschaftlichen, geschichtlichen, volks- oder heimatkundlichen Bedeutung im öffentlichen Interesse liegt.
Es wird zwischen Naturdenkmalen, flächenhaften Naturdenkmalen und Flächennaturdenkmalen unterschieden.

## Erklärung
- Reg.Nr.: Registriernummer nach veröffentlichter Liste
- Benennung: Name des Naturdenkmals
- Standort: nennt die Lage des Naturdenkmals im jeweiligen Ort und gegebenenfalls die Koordinaten des Naturdenkmals
- Jahr: gibt das Jahr der Unterschutzstellung an
- Bild: Abbildung des Naturdenkmals

## Naturdenkmale
| Reg.Nr.   | Benennung                                         | Standort                                                                     | Jahr | Bild                 |
| --------- | ------------------------------------------------- | ---------------------------------------------------------------------------- | ---- | -------------------- |
| ND0001SDL | Eichenallee Habichtshorster Weg, Poritz-Kahrstedt | Bismark (Altmark), OT Poritz 52° 41′ 16,2″ N, 11° 28′ 29,6″ O                | 1992 |                      |
| ND0002SDL | Eiche in Berkau, auf dem Grundstück Nr. 23        | Bismark (Altmark), OT Berkau 52° 38′ 20,2″ N, 11° 29′ 18,2″ O                | 1992 |                      |
| ND0003SDL | Ulme in den Wiesen am Secantsgraben bei Kremkau   | Bismark (Altmark), OT Kremkau 52° 37′ 9,5″ N, 11° 25′ 8,7″ O                 | 1992 |                      |
| ND0004SDL | Eiche in Bismark, vor dem Jugendklub              | Bismark (Altmark), 52° 39′ 31,1″ N, 11° 33′ 1″ O                             | 1992 |                      |
| ND0005SDL | Maulbeerbaum (Berkau)                             | Bismark (Altmark), OT Berkau 52° 38′ 33,6″ N, 11° 27′ 47,7″ O                | 1936 |                      |
| ND0006SDL | Hainbuche (Könnigde)                              | Bismark (Altmark), OT Könnigde 52° 37′ 57,9″ N, 11° 34′ 40,9″ O              | 1966 |                      |
| ND0007SDL | Traubeneiche                                      | Hansestadt Seehausen (Altmark)                                               | 1934 |                      |
| ND0008SDL | 8 Linden                                          | Hansestadt Seehausen (Altmark)                                               | 1934 |                      |
| ND0009SDL | Stieleiche                                        | Hansestadt Seehausen (Altmark), OT Barsberge 52° 52′ 0,1″ N, 11° 42′ 51,3″ O | 1934 |                      |
| ND0010SDL | 4 Eichen                                          | Hansestadt Seehausen (Altmark)                                               | 1939 |                      |
| ND0011SDL | 7 Stieleichen                                     | Hansestadt Seehausen (Altmark)                                               | 1939 |                      |
| ND0012SDL | 2 Kiefern                                         | Altmärkische Höhe                                                            | 1956 |                      |
| ND0014SDL | Stieleiche                                        | Altmärkische Höhe                                                            | 1956 |                      |
| ND0015SDL | Stieleiche                                        | Aland, OT Aulosen                                                            | 1958 |                      |
| ND0016SDL | Stieleiche                                        | Aland                                                                        | 1958 |                      |
| ND0017SDL | 2 Stieleichen                                     | Aland                                                                        | 1958 |                      |
| ND0018SDL | Eiche                                             | Hansestadt Seehausen (Altmark)                                               | 1958 |                      |
| ND0019SDL | Mammutbaum                                        | Aland, OT Krüden                                                             | 1958 |                      |
| ND0020SDL | Sumpfzypresse                                     | Aland, OT Krüden                                                             | 1958 |                      |
| ND0021SDL | 34 Eichen                                         | Hansestadt Seehausen (Altmark)                                               | 1961 |                      |
| ND0022SDL | 82 Eichen                                         | Beuster                                                                      | 1961 |                      |
| ND0024SDL | Kreuzdornbaum                                     | Zehrental, OT Gollensdorf                                                    | 1961 |                      |
| ND0025SDL | Eiche                                             | Hansestadt Seehausen (Altmark)                                               | 1961 |                      |
| ND0026SDL | 6 Stieleichen                                     | Hansestadt Seehausen (Altmark)                                               | 1961 |                      |
| ND0027SDL | Weißdornbaum                                      | Hansestadt Seehausen (Altmark)                                               | 1961 |                      |
| ND0028SDL | 7 Stechpalmen                                     | Hansestadt Seehausen (Altmark)                                               | 1961 |                      |
| ND0029SDL | Westchinesische Pappel                            | Altmärkische Höhe                                                            | 1962 |                      |
| ND0030SDL | 2 Lebensbäume                                     | Hansestadt Osterburg (Altmark)                                               | 1967 |                      |
| ND0031SDL | Stieleiche                                        | Hohenberg-Krusemark                                                          | 1967 |                      |
| ND0032SDL | Winterlinde                                       | Hansestadt Osterburg (Altmark)                                               | 1967 |                      |
| ND0033SDL | Traubeneiche                                      | Rossau                                                                       | 1967 |                      |
| ND0034SDL | Yorkeiche – Stieleiche                            | Hohenberg-Krusemark                                                          | 1967 |                      |
| ND0035SDL | Eiche am Yorkstein – Stieleiche                   | Hohenberg-Krusemark                                                          | 1967 |                      |
| ND0036SDL | Stieleiche                                        | Iden, OT Sandauerholz                                                        | 1967 |                      |
| ND0037SDL | Stieleiche                                        | Iden, OT Sandauerholz                                                        | 1967 |                      |
| ND0038SDL | Stieleiche                                        | Hohenberg-Krusemark                                                          | 1967 |                      |
| ND0039SDL | 10 Stieleichen                                    | Altmärkische Höhe, OT Kossebau                                               | 1967 |                      |
| ND0040SDL | 2 Sommerlinden                                    | Altmärkische Höhe, OT Kossebau                                               | 1967 |                      |
| ND0041SDL | Blutbuche                                         | Altmärkische Höhe, OT Kossebau                                               | 1967 |                      |
| ND0042SDL | Rotbuche                                          | Hohenberg-Krusemark                                                          | 1967 |                      |
| ND0043SDL | Sommerlinde                                       | Hohenberg-Krusemark                                                          | 1967 |                      |
| ND0044SDL | Stieleiche                                        | Goldbeck                                                                     | 1967 |                      |
| ND0045SDL | Schwarznußbaum                                    | Altmärkische Höhe, OT Boock                                                  | 1967 |                      |
| ND0046SDL | Stechpalme                                        | Altmärkische Wische                                                          | 1967 |                      |
| ND0047SDL | Stieleiche                                        | Hansestadt Osterburg (Altmark)                                               | 1967 |                      |
| ND0048SDL | 1 Blutbuche, 2 Platanen                           | Hansestadt Osterburg (Altmark)                                               | 1967 |                      |
| ND0049SDL | 2 Stieleichen                                     | Hansestadt Osterburg (Altmark)                                               | 1967 |                      |
| ND0050SDL | 53 Stieleichen                                    | Altmärkische Wische                                                          | 1967 |                      |
| ND0051SDL | Blutbuche                                         | Altmärkische Höhe                                                            | 1967 |                      |
| ND0052SDL | Ginkgobaum                                        | Rochau, OT Klein Schwechten                                                  | 1967 |                      |
| ND0053SDL | Stieleiche                                        | Iden, OT Sandauerholz                                                        | 1967 |                      |
| ND0054SDL | Stieleiche                                        | Iden, OT Sandauerholz                                                        | 1967 |                      |
| ND0055SDL | Stieleiche                                        | Iden, OT Sandauerholz                                                        | 1967 |                      |
| ND0056SDL | 4 Stieleichen                                     | Altmärkische Höhe, OT Boock                                                  | 1967 |                      |
| ND0057SDL | 8 Stieleichen                                     | Hansestadt Seehausen (Altmark)                                               | 1969 |                      |
| ND0058SDL | Platane                                           | Hansestadt Osterburg (Altmark)                                               | 1969 |                      |
| ND0059SDL | Stieleiche                                        | Hansestadt Osterburg (Altmark)                                               | 1960 |                      |
| ND0060SDL | Erratischer Block (Findling)                      | Hansestadt Osterburg (Altmark)                                               | 1978 |                      |
| ND0061SDL | 2 Eichen (Stieleichen) Hohenwulsch                | Hohenwulsch                                                                  | 1934 |                      |
| ND0062SDL | Findling „Notpforte“ Tangermünde                  | Tangermünde 52° 32′ 32,4″ N, 11° 58′ 11,3″ O                                 | 1934 | Findling „Notpforte“ |
| ND0063SDL | Eiche                                             | Hansestadt Stendal, OT Klein Möringen                                        | 1936 |                      |
| ND0064SDL | Mammutbaum Schönfeld                              | Bismark (Altmark), OT Schönfeld (Bismark)                                    | 1936 |                      |
| ND0065SDL | 2 alte Eichen am Schloß Schönfeld                 | Bismark (Altmark), OT Schönfeld (Bismark)                                    | 1936 |                      |
| ND0066SDL | 3 Eichen Schönfeld                                | Bismark (Altmark), Schönfeld (Bismark)                                       | 1936 |                      |
| ND0067SDL | Säulenförmige Sandsteinkonkretionen               | Hansestadt Stendal                                                           | 1936 |                      |
| ND0068SDL | 2 Findlinge Beesewege-Garlipp                     | Bismark (Altmark)                                                            | 1936 |                      |
| ND0069SDL | Weißblühende Rosskastanie Dahrenstedt             | Hansestadt Stendal, OT Dahlen                                                | 1936 |                      |
| ND0070SDL | Stieleiche Dahrenstedt                            | Hansestadt Stendal, OT Dahlen                                                | 1936 |                      |
| ND0071SDL | Stieleiche Kläden                                 | Bismark (Altmark), OT Kläden                                                 | 1936 |                      |
| ND0072SDL | Stieleiche Storkau-Feldmark                       | Tangermünde, OT Storkau                                                      | 1937 |                      |
| ND0073SDL | Stieleiche am Dorfteich Klein Möringen            | Hansestadt Stendal, OT Klein Möringen                                        | 1937 |                      |
| ND0074SDL | Gedächtniseiche (Stieleiche) Groß Möringen        | Hansestadt Stendal, OT Möringen                                              | 1937 |                      |
| ND0075SDL | Lindenallee Arnim                                 | Hansestadt Stendal, OT Arnim 52° 37′ 27,9″ N, 11° 56′ 58″ O                  | 1937 | Lindenallee Arnim    |
| ND0076SDL | Kastanienallee (weiß) Arnim                       | Hansestadt Stendal                                                           | 1937 |                      |
| ND0077SDL | Friedenseiche Peulingen                           | Hansestadt Stendal, OT Peulingen                                             | 1937 |                      |
| ND0078SDL | Findling unter dem Birkenring Hohenwulsch         | Bismark (Altmark)                                                            | 1938 |                      |
| ND0079SDL | Findling auf dem Friedhof Schönfeld               | Bismark (Altmark), OT Steinfeld                                              | 1938 |                      |
| ND0080SDL | Findling "Die Roßtrappe" Dahrenstedt              | Hansestadt Stendal, OT Dahrenstedt                                           | 1939 |                      |
| ND0081SDL | Eiche Grassau                                     | Bismark (Altmark), OT Grassau                                                | 1939 |                      |
| ND0082SDL | Alte Eiche Wischer                                | Hassel, OT Wischer                                                           | 1941 |                      |
| ND0083SDL | 2 Kiefern Groß Möringen                           | Hansestadt Stendal, OT Möringen                                              | 1935 |                      |
| ND0084SDL | Winterlindenallee-Hohenwulsch                     | Bismark (Altmark)                                                            | 1976 |                      |
| ND0085SDL | W-Linden- u. Kastanienallee Staffelde             | Hansestadt Stendal                                                           | 1976 |                      |
| ND0086SDL | Kastanienallee Storkau                            | Tangermünde, OT Storkau                                                      | 1976 |                      |
| ND0087SDL | Lindenallee Friedrichsfleiß-Schorstedt            | Bismark (Altmark)                                                            | 1976 |                      |
| ND0088SDL | Eichenallee am "Onkel-Toms-Hütte-Deich"           | Tangermünde                                                                  | 1976 |                      |
| ND0089SDL | Findling Grünenwulsch                             | Bismark (Altmark), OT Grassau                                                | 1976 |                      |
| ND0090SDL | Winterlindenallee Darnewitz                       | Bismark (Altmark), OT Darnewitz                                              | 1976 |                      |
| ND0091SDL | Rosskastanienallee Darnewitz                      | Bismark (Altmark), OT Darnewitz                                              | 1976 |                      |
| ND0092SDL | 6 Stieleichen Groß Schwechten                     | Hansestadt Stendal, Groß Schwechten                                          | 1976 |                      |
| ND0093SDL | Christusdorn Stendal                              | Hansestadt Stendal                                                           | 1976 |                      |
| ND0094SDL | Tulpenbaum – Stendal                              | Hansestadt Stendal                                                           | 1976 |                      |
| ND0095SDL | Sumpfzypresse – Stendal                           | Hansestadt Stendal                                                           | 1976 |                      |
| ND0096SDL | Lindenallee Köckte                                | Tangermünde, OT Köckte                                                       | 1976 |                      |
| ND0097SDL | Eiche Weißewarthe                                 | Tangerhütte, OT Weißewarte                                                   | 1976 |                      |
| ND0098SDL | Eiche Weißewarthe                                 | Tangerhütte, OT Weißewarte                                                   | 1976 |                      |
| ND0099SDL | 2 Eichen Weißewarthe                              | Tangerhütte, OT Weißewarte                                                   | 1976 |                      |
| ND0100SDL | Eiche Briest                                      | Tangerhütte                                                                  | 1976 |                      |
| ND0101SDL | 3 Eichengruppen Briest                            | Tangerhütte, OT Briest                                                       | 1976 |                      |
| ND0102SDL | Triftweg Schernebeck (Allee)                      | Tangerhütte, OT Schernebeck                                                  | 1976 |                      |
| ND0103SDL | Eichenring Schernebeck                            | Tangerhütte, OT Schernebeck                                                  | 1976 |                      |
| ND0104SDL | Eichengruppe Brunkau                              | Tangerhütte, OT Brunkau                                                      | 1976 |                      |
| ND0105SDL | Eckeiche Brunkau                                  | Tangerhütte, OT Brunkau                                                      | 1976 |                      |
| ND0106SDL | 2 Stieleichen                                     | Bismark (Altmark), OT Meßdorf                                                | 1966 |                      |
| ND0107SDL | 4 Stieleichen                                     | Bismark (Altmark), OT Meßdorf                                                | 1966 |                      |
| ND0108SDL | Luther-Allee                                      | Hansestadt Osterburg (Altmark)                                               | 1967 |                      |
| ND0109SDL | Baumallee auf dem Schlafdeich                     | Iden, OT Sandauerholz                                                        | 1976 |                      |
| ND0110SDL | Dorfstraße Kossebau (Allee)                       | Altmärkische Höhe, OT Kossebau                                               | 1967 |                      |
| ND0111SDL | Geschiebewand                                     | Bismark (Altmark), OT Meßdorf                                                | 1980 |                      |
| ND0112SDL | Wolfsschlucht bei Polkern                         | Hansestadt Osterburg (Altmark)                                               | 1974 |                      |

## Flächenhafte Naturdenkmale
| Reg.Nr.    | Benennung                 | Standort                                            | Jahr | Bild |
| ---------- | ------------------------- | --------------------------------------------------- | ---- | ---- |
| NDF0001SDL | Niedermoorwiese Ferchels  | Schollene 52° 39′ 50″ N, 12° 11′ 24,4″ O            | 1994 |      |
| NDF0002SDL | Gänselug                  | Schollene 52° 41′ 35,2″ N, 12° 10′ 43,3″ O          | 1994 |      |
| NDF0003SDL | Torfluch im Schlangspring | Schollene 52° 38′ 35,2″ N, 12° 13′ 11,6″ O          | 1994 |      |
| NDF0004SDL | Kleine Schweinekuhle      | Schönhausen (Elbe) 52° 34′ 14,5″ N, 12° 0′ 12,6″ O  | 1994 |      |
| NDF0005SDL | Große Schweinekuhle       | Schönhausen (Elbe) 52° 34′ 22,1″ N, 12° 0′ 23,4″ O  | 1994 |      |
| NDF0006SDL | Fähr Wiel                 | Schönhausen (Elbe) 52° 33′ 42,8″ N, 11° 59′ 55,3″ O | 1994 |      |
| NDF0007SDL | Dachsberg                 | Kamern 52° 44′ 12,1″ N, 12° 7′ 50,9″ O              | 1994 |      |
| NDF0008SDL | Eiskeller Schmokenberg    | Hansestadt Havelberg 52° 50′ 5,4″ N, 12° 4′ 0,2″ O  | 1994 |      |
| NDF0009SDL | Jungfernberge             | Arneburg 52° 39′ 55,8″ N, 11° 57′ 51,5″ O           | 1991 |      |
| NDF0010SDL | Krepenfeld                | Hansestadt Stendal 52° 39′ 25,2″ N, 11° 49′ 54,1″ O | 1992 |      |
| NDF0011SDL | Schneckenwiese            | Hansestadt Stendal 52° 37′ 41,9″ N, 11° 53′ 15,4″ O | 1992 |      |
| NDF0012SDL | Eckwiese                  | Hansestadt Stendal 52° 37′ 38,3″ N, 11° 53′ 3,5″ O  | 1992 |      |
| NDF0013SDL | Düne                      | Hansestadt Stendal 52° 37′ 55,6″ N, 11° 50′ 49,9″ O | 1992 |      |

## Flächennaturdenkmale
| Reg.Nr.    | Benennung                                        | Standort                                                      | Jahr | Bild                        |
| ---------- | ------------------------------------------------ | ------------------------------------------------------------- | ---- | --------------------------- |
| FND0001SDL | Kümmernitzer Schweiz                             | Hansestadt Havelberg 52° 51′ 40,1″ N, 12° 12′ 47,8″ O         | 1971 |                             |
| FND0007SDL | Schachtungsteiche                                | Stadt Bismark, OT Meßdorf 52° 42′ 58,3″ N, 11° 32′ 20,3″ O    | 1980 |                             |
| FND0009SDL | Wiesenfläche östlich der Straße Tannenkrug-Losse | Altmärkische Höhe 52° 53′ 3,4″ N, 11° 40′ 45,8″ O             | 1974 |                             |
| FND0012SDL | Zwei Mergelgruben                                | Altmärkische Höhe 52° 50′ 52″ N, 11° 38′ 47″ O                | 1978 |                             |
| FND0013SDL | Küster-Brack                                     | Hansestadt Seehausen (Altmark) 52° 57′ 53″ N, 11° 46′ 26,5″ O | 1978 |                             |
| FND0014SDL | Maiglöckchenbestand bei Gollensdorf              | Zehrental 52° 57′ 52,9″ N, 11° 32′ 51″ O                      | 1985 |                             |
| FND0015SDL | Vogelschutzgehölz Rindtorf                       | Eichstedt (Altmark) 52° 40′ 13,3″ N, 11° 55′ 36,4″ O          | 1936 |                             |
| FND0016SDL | Vogelschutzgebiet Dahrenstedt                    | Hansestadt Stendal 52° 32′ 33,5″ N, 11° 49′ 43,2″ O           | 1936 |                             |
| FND0017SDL | Großer u. Kleiner Hagen Eichstedt                | Eichstedt (Altmark) 52° 40′ 41,4″ N, 11° 50′ 40,2″ O          | 1936 |                             |
| FND0018SDL | Vogelschutzgebiet bei Wischer (Glänemäker)       | Hassel, OT Sanne, Glänemäker 52° 39′ 2,2″ N, 11° 58′ 10,8″ O  | 1937 | Glänemäker von Norden       |
| FND0019SDL | Kieferngruppe Wischer                            | Hassel, OT Wischer 52° 38′ 18,1″ N, 11° 57′ 52,2″ O           | 1941 | Kieferngruppe Wischer       |
| FND0020SDL | Schmetterlingswiese Stendal                      | Hansestadt Stendal 52° 37′ 32,6″ N, 11° 53′ 58,8″ O           | 1976 | Schmetterlingswiese Stendal |
| FND0022SDL | Kiesgrube Sanne                                  | Hassel, OT Sanne 52° 39′ 23,8″ N, 11° 57′ 46,9″ O             | 1976 |                             |
| FND0023SDL | Vogelschutzgehölz mit Hünengrab Kläden           | Bismark (Altmark) 52° 38′ 28,1″ N, 11° 40′ 27,2″ O            | 1976 |                             |
| FND0024SDL | Zwei Schutzpflanzungen Schinne-Darnewitz         | Bismark (Altmark) 52° 38′ 38,6″ N, 11° 43′ 35,4″ O            | 1976 |                             |
| FND0025SDL | Zwei Sölle (Schinner Sölle)                      | Bismark (Altmark) 52° 39′ 8,6″ N, 11° 44′ 24,6″ O             | 1976 |                             |
| FND0026SDL | Vogelschutzgehölz Garlipp                        | Bismark (Altmark) 52° 38′ 30,7″ N, 11° 37′ 15,6″ O            | 1976 |                             |
| FND0027SDL | Schilfwiese bei Langensalzwedel                  | Tangermünde 52° 34′ 24,2″ N, 11° 56′ 45,7″ O                  | 1976 |                             |
| FND0028SDL | Dellberg bei Windberge                           | Tangermünde 52° 31′ 40,8″ N, 11° 42′ 13,5″ O                  | 1989 |                             |
| FND0029SDL | Heerener Karpfenteich                            | Hansestadt Stendal 52° 32′ 51,5″ N, 11° 53′ 59″ O             | 1989 |                             |
| FND0030SDL | Sandgrube Arnim                                  | Hansestadt Stendal 52° 37′ 44,4″ N, 11° 57′ 20,2″ O           | 1989 |                             |
| FND0031SDL | Moorwiese Volgfelde                              | Hansestadt Stendal 52° 32′ 54,6″ N, 11° 38′ 34,4″ O           | 1989 |                             |
| FND0032SDL | Schilfteich Groß Schwechten                      | Hansestadt Stendal 52° 41′ 2,9″ N, 11° 48′ 17,1″ O            | 1989 |                             |
| FND0033SDL | Quelltrichter der Uchte                          | Hansestadt Stendal 52° 31′ 59,5″ N, 11° 35′ 49,2″ O           | 1989 |                             |
| FND0034SDL | Erosionsrinne Kassiergraben Arneburg             | Arneburg 52° 41′ 15,8″ N, 12° 0′ 44,5″ O                      | 1989 |                             |
| FND0035SDL | Kräuterwiese Arneburg                            | Arneburg 52° 39′ 41,1″ N, 12° 0′ 26,4″ O                      | 1989 |                             |
| FND0036SDL | Vogelschutzgehölz Grieben                        | Tangerhütte 52° 27′ 21,1″ N, 11° 56′ 7,3″ O                   | 1976 |                             |
| FND0037SDL | Schäferwald                                      | Hansestadt Stendal 52° 32′ 34,8″ N, 11° 36′ 28,3″ O           | 1989 |                             |
| FND0057SDL | Sumpfporstbestand im Capermoorgebiet             | Zehrental 52° 55′ 23,5″ N, 11° 32′ 46,3″ O                    | 1985 |                             |

## Ehemalige oder nicht rechtlich wirksame flächenhafte Naturdenkmale
| Reg.Nr.    | Benennung                | Standort                                           | Jahr                                                | Bild |
| ---------- | ------------------------ | -------------------------------------------------- | --------------------------------------------------- | ---- |
| FND0002SDL | Orchiswiese              | Schollene 52° 39′ 50,2″ N, 12° 11′ 26,2″ O         | nicht verordnet                                     |      |
| FND0003SDL | Klietzer See (Südteil)   | Klietz 52° 38′ 36,2″ N, 12° 4′ 36,4″ O             | nicht verordnet                                     |      |
| FND0004SDL | Hecken Schönhausen       | Schönhausen (Elbe) 52° 35′ 51,8″ N, 12° 4′ 47,4″ O | nicht verordnet                                     |      |
| FND0021SDL | Spitzer Berg Uchtspringe | Bismark (Altmark) 52° 34′ 35,8″ N, 11° 35′ 31,9″ O | 1976 (seit 2011 geschützter Landschaftsbestandteil) |      |